# Where Love Is, There God Is Also
Where Love Is, There God Is Also è un cortometraggio muto del 1912 diretto da Oscar Eagle.
È il secondo film come soggettista di Hettie Grey Baker che lavorò anche con David W. Griffith in Intolerance e con Tom Mix.

## Produzione
Il film fu prodotto dalla Selig Polyscope Company.

## Distribuzione
Distribuito dalla General Film Company, il film - un cortometraggio in una bobina - uscì nelle sale cinematografiche statunitensi il 17 ottobre 1912.